# Pleurothallis ruscaria
Pleurothallis ruscaria är en orkidéart som beskrevs av Carlyle August Luer. Pleurothallis ruscaria ingår i släktet Pleurothallis och familjen orkidéer. Inga underarter finns listade i Catalogue of Life.